# Cranioleuca pyrrhophia
El curutié ventriblanco (Cranioleuca pyrrhophia), también denominado curutié blanco (en Argentina y Paraguay), curutié de cabeza estriada (en Argentina), trepadorcito o trepadorcito ocráceo (en Uruguay), es una especie de ave paseriforme de la familia Furnariidae perteneciente al numeroso género Cranioleuca. Es nativa del cono sur de América del Sur.

## Distribución y hábitat
Se distribuye desde los Andes del norte de Bolivia hacia el sur hasta el centro sur de Argentina y hacia el este por el oeste de Paraguay, noreste y este de Argentina, extremo sur de Brasil y Uruguay.
Esta especie es considerada común y ampliamente diseminada en una variedad de hábitats naturales que incluyen el dosel y los bordes de bosques secos tropicales y bosques húmedos y diversas formaciones arbustivas, inclusive del chaco, de tierras bajas, pero llegando hasta los 3100 m de altitud en los Andes bolivianos.

## Sistemática

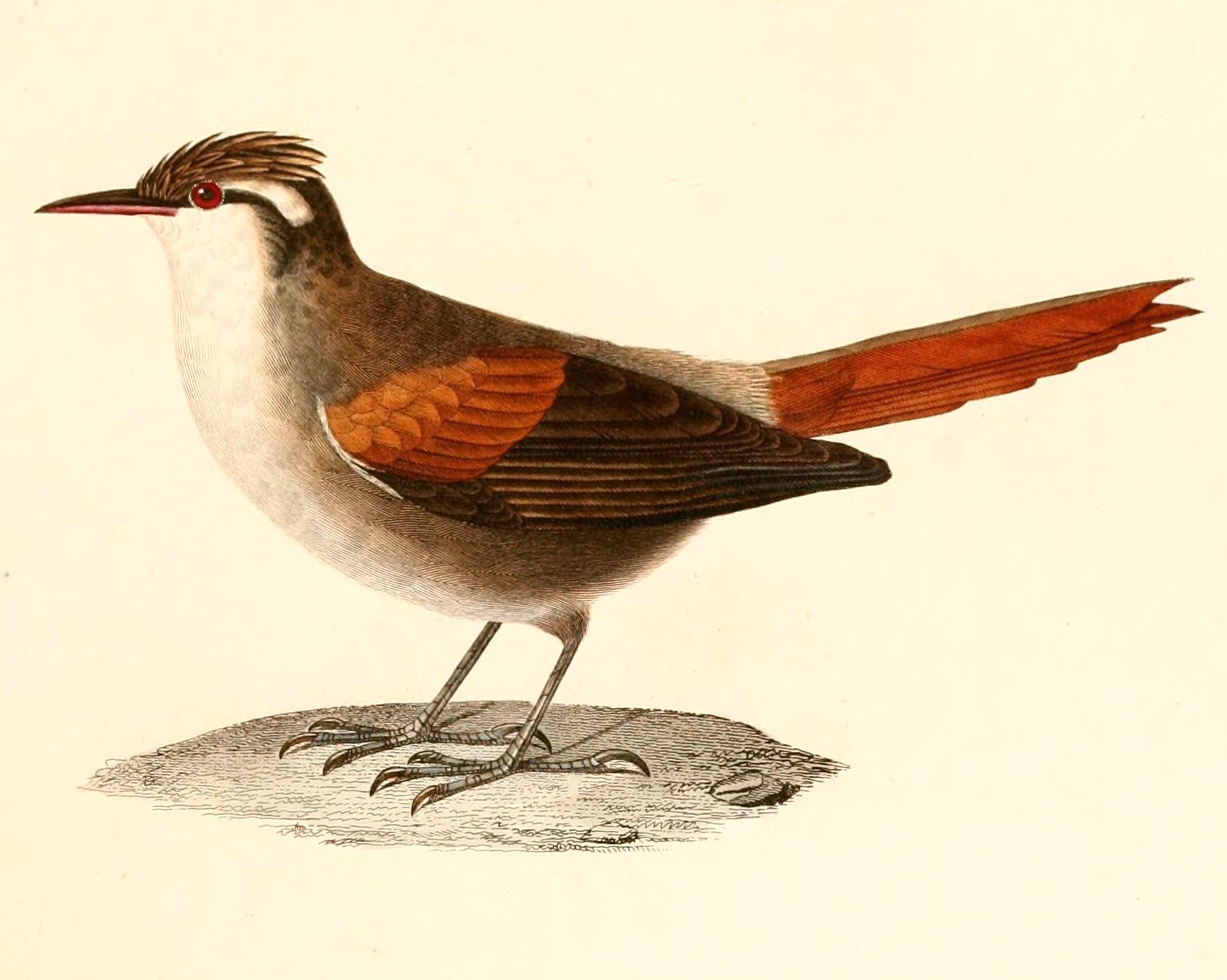
Synallaxis striaticeps = Cranioleuca pyrrhophia striaticeps, ilustración en d'Orbigny Voyage dans l'Amérique méridionale, 1847.

### Descripción original
La especie C. pyrrhophia fue descrita por primera vez por el naturalista francés Louis Pierre Vieillot en 1818 bajo el nombre científico Dendrocopus pyrrhophius; la localidad tipo es: «Paraguay».

### Etimología
El nombre genérico femenino «Cranioleuca» se compone de las palabras del griego «κρανιον kranion»: cráneo, cabeza, y «λευκος leukos»: blanco, en referencia a la corona blanca de la especie tipo: Cranioleuca albiceps; y el nombre de la especie «pyrrhophia», se compone de las palabras del griego « πυρρος purrhos»: de color de llama, rojizo, y «φαιος phaios»: pardo, en referencia a los colores de la especie.

### Taxonomía
Los datos filogenéticos recientes indican que la presente especie es hermana de Cranioleuca pallida y que ambas son parientes próximas de C. obsoleta. Aparentemente híbrida con esta última en el sur de Río Grande del Sur, Brasil y se ha sugerido que podrían ser conespecíficas, pero hay poca evidencia de introgresión extensiva.
La variación geográfica es compleja y mayormente clinal. El plumaje se vuelve más gris por arriba y más blanco por abajo en las regiones más secas del centro y oeste argentino. En Uruguay y el sur de Brasil, el dorso es marrón oliváceo, las partes ventrales algo amarillentas y el triado de la corona se reduce y se vuelve más acanalado. Las poblaciones de tierras bajas del sur de Bolivia son parecidas a las poblaciones montañosas vecinas de striaticeps pero con cobertoras inferiores de la cola como en la nominal.

### Subespecies
Según las clasificaciones del Congreso Ornitológico Internacional (IOC) y Clements Checklist/eBird v.2019 se reconocen tres subespecies, con su correspondiente distribución geográfica:
- Cranioeluca pyrrhophia rufipennis (P.L. Sclater & Salvin, 1879) – norte de los Andes bolivianos en La Paz (Tilotilo) y noroeste de Cochabamba.
- Cranioeluca pyrrhophia striaticeps (d’Orbigny & Lafresnaye, 1837) – Andes del centro y sur de Bolivia (centro de Cochabamba, oeste de Santa Cruz, Chuquisaca, Tarija).
- Cranioeluca pyrrhophia pyrrhophia (Vieillot, 1818) – sur de Bolivia (tierras bajas de Santa Cruz y Tarija), oeste de Paraguay, noreste y centro de Argentina (al sur hasta Río Negro y norte de Buenos Aires), extremo sur de Brasil (sur de Río Grande del Sur) y Uruguay.